# Carex cryptostachys
Carex cryptostachys là một loài thực vật có hoa trong họ Cói. Loài này được Brongn. mô tả khoa học đầu tiên năm 1833.